# Otopexie
Mit Otopexie, auch  Ohranlegeplastik, Ohrmuschelanlegeplastik  oder Ohranlegeoperation genannt, (OPS 5-184.2) wird ein chirurgisches Verfahren zur Korrektur von abstehenden Ohrmuscheln bezeichnet.

## Geschichte
Die erste Ohranlegeplastik wurde 1881 von dem amerikanischen Chirurgen Edward Talbot Ely beschrieben und durchgeführt. Er resezierte auf der Ohrmuschelrückseite nur Haut. Die Priorität der ersten Operation dieser Art wurde in der angloamerikanischen Literatur lange Jahre dem deutschen Chirurgen Johann Friedrich Dieffenbach zugeschrieben, der 1885 eine solche Operation beschrieb. Wie es sich herausgestellt hat, handelte es sich um einen Übersetzungsfehler in seinem Buch.

## Allgemeine  Bemerkungen
Traditionelle Ohranlegeoperationen zeichnen sich dadurch aus, dass ein langer Hautschnitt auf der Rückseite der Ohrmuschel gelegt wird (sogenannter hinterer Zugang). Wesentlich seltener wird der Hautschnitt auch auf der Ohrmuschelvorderseite (sogenannter vorderer Zugang) gemacht. Die Otopexie wird bei Erwachsenen in örtlicher Betäubung durchgeführt. Bei Kindern unter 10–12 Jahren wird eine Allgemeinanästhesie gewählt. Nach der Operation wird bei den traditionellen Methoden in der Regel für die nachfolgenden 1–2 Wochen ein Kopfverband angelegt. Bei Kindern bis zum 14. Lebensjahr wird die Korrektur in Deutschland als medizinische Indikation anerkannt. Dementsprechend werden die Behandlungskosten bei Kindern von den gesetzlichen Krankenkassen meist übernommen. Eine lege artis durchgeführte Operation hat keine Auswirkungen auf das Hörvermögen.

## Operationsnotwendigkeit
Abstehende Ohren sind an sich eine anatomische Variante und keine Erkrankung. Bei Hänseleien durch das soziale Umfeld können sie aber unter Umständen Krankheitswert erlangen. Abstehende Ohren werden in der plastischen Chirurgie als (geringgradige) Ohrmuschelmissbildung eingestuft, die Folge einer embryologischen „Fehlentwicklung“ sei. Die Betroffenen können dies als Stigmatisierung empfinden. Funktionale Nachteile sind mit abstehenden Ohren nicht verbunden; so ist insbesondere die Hörfähigkeit nicht beeinträchtigt. Sie können das Gesicht aber in einer Weise dominieren, die bei Kindern zu Spott und Hänseleien führen kann. Auch Erwachsene leiden häufig unter den Folgen dieser Dysplasie und empfinden die damit verbundene Andersartigkeit als unerwünscht. Insbesondere Frauen verstecken ihre Ohren oft ein Leben lang unter langen Haaren. Manche Kinder oder auch Erwachsene wenden sich an die Plastische Chirurgie, weil sie Minderwertigkeitsgefühle, Komplexe und Schamgefühle im Zusammenhang mit abstehenden Ohren loswerden wollen. In Österreich werden die Kosten – nach einer psychologischen Beratung – von den Krankenkassen übernommen.

## Operationsmethoden

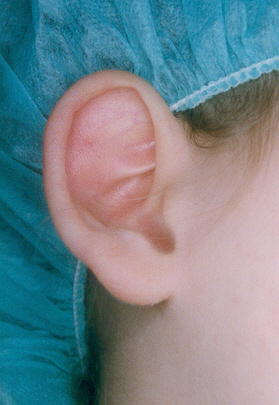
Fehlangelegte Anthelixfalte

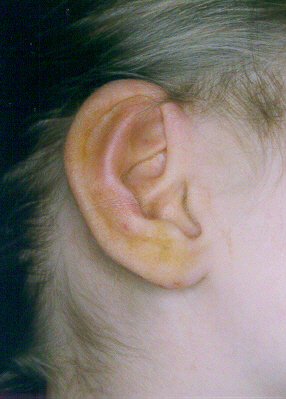
Rekonstruierte Anthelixfalte

Die häufigste Ursache abstehender Ohren ist eine nicht oder nicht ausreichend angelegte Anthelixfalte (hypoplastische Fehlbildung). Die Rekonstruktion dieser Falte wird Anthelixplastik genannt (s. Fotos).
Die zweithäufigste Ursache von abstehenden Ohren ist ein Knorpelüberschuss der Ohrmuschel in den gehörgangsnahen Anteilen (hyperplastische Fehlbildung des sogenannten Cavum conchae). Dieses Problem wird durch Knorpelresektionen und/oder Nahttechniken behoben.
Nicht selten treten die beiden genannten Ursachen kombiniert auf. Dann können in einer Sitzung beide Fehlbildungen operiert werden.
Die heute zur Ohrkorrektur verwendeten Operationsmethoden Nahttechnik, Schnitt-Nahttechnik und Ritztechnik wurden Anfang der 1960er Jahre unabhängig voneinander entwickelt und erfuhren seither eine Vielzahl von Modifikationen und Weiterentwicklungen (die Benennungen beziehen sich auf die Bearbeitung des Knorpels). Die drei Grundtechniken werden häufig auch kombiniert angewandt.
Ein Vertreter der Nahttechnik ist die Ohranlegeoperation nach Mustardé. Nach Freilegung der knorpligen Ohrmuschelrückfläche wird der Ohrknorpel durch Fadenzug in eine neue, dem Kopf mehr anliegende Position gebracht.
Die Schnitt-Nahttechnik wird bei der Ohranlegeoperation nach Converse angewendet. Auch bei dieser Methode wird der Knorpel der Ohrmuschelrückseite großflächig freigelegt und dann mit definierten Schnitten vollständig durchtrennt. Die Formgebung erfolgt ebenfalls mit Fäden.
Die Ritztechnik kommt bei der Ohranlegeoperation nach Stenström zur Anwendung. Sie nutzt die Eigenschaft von Knorpel, sich nach einseitiger oberflächlicher Ritzung konvex zur Gegenseite zu verbiegen, ohne dass eine Naht erforderlich ist. Die Ritzschnitte werden an der Ohrknorpelvorderfläche der Anthelix gemacht.
Bei den Ohranlegeoperationen nach Mustardé, Converse und Stenström handelt es sich um Standardmethoden, von denen ausgehend zahlreiche Varianten entwickelt wurden. Sie werden  herkömmliche oder traditionelle Methoden genannt.
In den letzten Jahren wurden diverse technische Ergänzungen beschrieben. So verwenden Operateure einen hinter dem Ohr präparierten Faszienlappen zur Sicherung der Nähte oder benutzen das Endoskop als Hilfe bei der Bearbeitung des Knorpels. oder führen Metallimplantate (Earfold) in die Ohren ein.
Dem Trend der modernen Chirurgie folgend, so minimal-invasiv wie möglich zu operieren und die Komplikationen zu reduzieren, wurden Sonderformen der Ohranlegeoperationen entwickelt, z. B. die Ohranlegeoperation nach Fritsch.
Die gewünschte Position der Ohren wird nur noch von kleinen Hautschnitten aus mit Hilfe von versenkten, nicht-resorbierbaren Kunststofffäden erreicht. Die meisten dieser Verfahren sind Kombinationen mit den herkömmlichen Methoden, indem der Knorpel zusätzlich entweder geritzt mitunter auch tief inzidiert oder exzidiert wird oder der Ohrmuschelknorpel nach Öffnung der Haut an die Knochenhaut des Schädels angenäht wird (sogenannte Cavumrotation). Gänzlich ohne Kombinationen mit den herkömmlichen Methoden kommt die sogenannte Fadenmethode nach Merck aus, mit der bisher die größte Anzahl von Ohren operiert und ausgewertet wurde.

## Risiken und Komplikationsmöglichkeiten
Bei den traditionellen Methoden:
Schmerzen; Nachblutung; Bluterguss; Entzündung der Wunde; Entzündung des Knorpels (Perichondritis); Abszess; zu stark oder zu schwach anliegende Ohren; stärkere Asymmetrie in der Stellung der Ohren; Deformation der Ohren in Form eines Telefonhörerohrs bis hin zum sogenannten „Katastrophenohr“ nach Staindl; Überempfindlichkeit auf Berührung, Druck und Kälte; Fadenfistel; Fadenabstossung; Granulom; Atherom; hypertrophe Narbe oder Keloid am Hautschnitt; kosmetisch störende Kantenbildungen auf der Ohrmuschelvorderseite; Einziehungen der Haut; Rezidiv (Wiederabstehen der Ohren); erschwerte Nachkorrektur; allergische Reaktionen auf die bei der Operation verwendeten Materialien; Druckschäden mit Untergang des Gewebes (Nekrose) durch stark drückenden Verband; Einengung der Gehörgangsöffnung; extrem selten Thrombose/Embolie bei längerer Liegezeit älterer Menschen.  In seltenen Fällen wurde auch über Halswirbelkörper-Subluxationen als Folge der Operation in Narkose mit starker seitlicher Drehung des Kopfes berichtet.
Bei den Sonderformen: Schmerzen, Entzündung, Fadenabstossung, Fadengranulom, Atherom, minimale Nachblutung, Rezidiv, problemlose Nachkorrektur.

## Konservative Behandlung
In der Literatur gibt es auch reichlich Angaben über die konservative Behandlungsmöglichkeit von abstehenden Ohren.
1. Durch Modellierung mit Klebestreifen oder durch Schienung. Hiermit können gute Ergebnisse erreicht werden, wenn die Behandlung innerhalb von drei Tagen nach der Geburt begonnen wird. Die Notwendigkeit der frühzeitigen Behandlung wird dadurch begründet, dass die Modellierbarkeit des sehr weichen Knorpels vom Hyaluronsäuregehalt bestimmt wird, der durch den Östrogenspiegel gesteuert wird. Der Östrogenspiegel des Foetus steigt auf das 100-fache an, um dann nach der Geburt in den ersten Tagen rapide abzusinken. Der Basalwert wird etwa nach sechs Wochen erreicht (dieser Prozess dauert bei gestillten Kindern länger).
2. Mit der sogenannten Auri-Methode. Die Ohren des Säuglings werden mit einer speziellen Klammer und tagsüber mit einem speziellen Klebestreifen fixiert.

## Alternative
Die Möglichkeit des Anklebens der Ohren an den Schädel wählen auch manche Erwachsene. Es wirkt bei ihnen aber nur temporär während des Anklebens, die Position der Ohren ist meistens unnatürlich, und es können Hautläsionen durch das wiederholte Anbringen und Entfernen des Hautklebers verursacht werden.